# Ландъсил
Ландъ̀сил (на уелски: Llandysul, изговаря се по близко до Хландъ̀сил) е малък град в северната част на Южен Уелс, графство Керъдигиън. Разположен е около река Тейви на около 100 km на северозапад от столицата Кардиф. На около 20 km на северозапад от Ландъсил се намира главният административен център на графството Аберайрон. Населението му е 977 жители според данни от преброяването през 2001 г.

## Побратимени градове
- Плогонек Франция